# Боровичский уезд
Борови́чский уе́зд — административная единица в Новгородской губернии, существовал с 1773 по 1927 годы. Уездный город — город Боровичи.
По площади уезд занимал территорию в 10 053,2 км²

## География
По описанию в энциклопедическом словаре Брокгауза и Ефрона
Поверхность уезда холмистая. Возвышенности, служащие водоразделом систем Волги и Балтийского бассейна, из Тихвинского уезда направлены по Боровичскому уезду на юг до деревни Песчанка, далее на восток к озеру Мгору, затем на юго-восток к промежутку между Меглинным и Островным озёрами на границе с Тверской губернией. От этих главных возвышенностей отходят ещё несколько первая называемая Шероховичскими горами, идёт на запад к селу Шероховичи, далее до реки Мста. Вторая — отделяется от водораздела близ почтовой дороги из Устюжны в Боровичи, идёт к западу и достигая реки Мсты, образует Боровичские пороги. Третья — на юго-западе уезда, находящийся на левой стороне Мсты продолжение возвышенностей Валдайского уезда.

## Административное деление
В 1890 году в состав уезда входило 28 волостей
| № п/п | Волость          | Волостное правление | Число селений | Население |
| ----- | ---------------- | ------------------- | ------------- | --------- |
| 1     | Белавинская      | с. Белавино         | 30            | 2736      |
| 2     | Васильевская     | с. Слезениха        | 57            | 5265      |
| 3     | Великопорожская  | с. Опеченский Рядок | 22            | 4421      |
| 4     | Волоцкая         | с. Волок            | 45            | 5354      |
| 5     | Городищенская    | с. Городищи         | 35            | 3855      |
| 6     | Десято-Пятницкая | с. Пятница          | 21            | 3387      |
| 7     | Долговская       | пог. Долгое         | 43            | 4265      |
| 8     | Засыпенская      | с. Засыпенье        | 26            | 2884      |
| 9     | Кончанская       | с. Кончанское       | 57            | 5586      |
| 10    | Кушеверская      | с. Кушавера         | 30            | 2064      |
| 11    | Левочская        | с. Левоча           | 39            | 3485      |
| 12    | Льзичская        | с. Льзички          | 69            | 6557      |
| 13    | Любытинская      | с. Любытино         | 32            | 2722      |
| 14    | Миголощенская    | с. Миголощи         | 49            | 5525      |
| 15    | Минецкая         | д. Бабье            | 51            | 5225      |
| 16    | Никандровская    | с. Никандрово       | 58            | 4404      |
| 17    | Николо-Мошенская | с. Мошенское        | 42            | 4286      |
| 18    | Новоселицкая     | с. Новоселицы       | 39            | 5846      |
| 19    | Ореховская       | с. Орехово          | 35            | 3951      |
| 20    | Перелучская      | с. Перелучи         | 56            | 5914      |
| 21    | Пирусская        | с. Пирусс           | 21            | 2590      |
| 22    | Ровенская        | с. Ровно            | 20            | 4788      |
| 23    | Рядовская        | с. Рядок            | 26            | 3710      |
| 24    | Степанковская    | с. Степанково       | 35            | 3545      |
| 25    | Устрекская       | д. Львово           | 35            | 4514      |
| 26    | Хоромская        | с. Хоромы           | 65            | 6696      |
| 27    | Шегринская       | с. Шегринка         | 60            | 4892      |
| 28    | Шереховская      | с. Шереховичи       | 62            | 4794      |

В 1913 году в состав уезда также входило 28 волостей
- Барановская волость (Печково)
- Боровичская волость
- Бельская волость (Белавино, Дубовик, Дудино, Заречье, Лыткино, Лячково, Мологино, Подол, Райцы, Сивцево, Сушилово)
- Васильевская волость (Аксентьево, Васильево, Глининец, Дерягино, Ескино, Ишутино, Колубаново, Любони, Новинка, Прошнево, Слизениха[5], Смердий Двор, Чучемля)
- Великопорожская волость (Бабино, Дерева, Жадино, Крюкшино, Малый Чернец, Марьинско, Новинка, Опеченский рядок, Рудно, Щетиново)
- Волоцкая волость (Волокская волость) (Александровка, Безуни, Большое Антаньино, Будрино, Горы, Дуброва, Звягино, Козлово, Левково, Лопатьино, Мошлино, Мощеник, Олешино, Солохино, Тепецко, Теребня, Хвошник, Холм, Черемошье)
- Городищенская волость (Городищи, Погорелово, Сельцо, Семенкино)
- Десято-Пятницкая волость (Большой Каменник, Дубровка, Жаурово, Заболотье, Клин, Конино, Малиновец, Озерево, Пятница, Дудкино, Вятерево, Стучево, Вересовка, Серафимовка, Зализенка)
- Долговская волость (Анашкино, Андрюшино, Гриневая Гора, Гусево, Дубы, Заборье, Юркино)
- Засыпенская волость (Вилачево, Гришкино, Еремеево, Котово, Кукшево, Маклаково, Мышлячье, Нов. Брызгово, Петухово, Сидорково, Стар. Брызгово, Тимонино, Хлебнево, Юркино)
- Кончанская волость (село Кончанское, Аркадиевка, Дубинина Гора, Дурилово, Кляпово, Крепугино, Миноха, Осиновец, Пожарье, Сергейково, Сопины, Стеглиха, Сукино, Юрьево,Карпово)
- Кушеверская волость (Гридино, Остров)
- Левочская волость (Былово, Емельяновское, Комарово, Крестцы, Левоча, Макарьино,Отрадово, Петринка, Петровское, Раменье, Сехино, Старое, Савкино, Стремково, Теребут, Шестерня)
- Льзичская волость (Боровчина, Веленицы, Витин Бор, Высочка, Коромыслово, Костино, Кремница, Кстищи, Лобозово, Луково, Новинка, Новые Веленицы, Окулово, Осиновка, Павлово, Стар. Веленицы, Усадье, Хвощевик, Хоми, Хирово)
- Любытинская волость (Барщина, Васильково, Весенье, Горка, Городна, Замошье, Козляникова Горка, Комарово, Любытино, Улемье)
- Миголощенская волость (Ванево, Грива, Назарьино, Опарино, Рысово, Рябково, Сивцево, Спасово, Ташково, Трошево, Чеканово, Щитово)
- Минецко-Старско-Горская волость (Минецкая волость) (Бабаево, Бабье, Бавыкино, Березовик, Болота, Бревново, Брюхово,Василёво, Воронская, Вязовка, Глиницы, Гришутино, Давыдово, Деньгубово, Демидово, Ескино, Ермолино , Жилой Бор, Задемянье, Замостье, Заречье, Заполье, Каменка, Климово, Кошели, Кривандино, Крушиново, Курово, Лебедево, Марьино, Маслово, Минцы, Муравьёво, Мышино, Мячино(Новый Бор), Недожат(Недожатово), Никулино, Новая , Обечище, Омошье, Остахново, Остров, Малое Осетище (Измайлова Гора), Большое Осетище, Паледи, Пальцево, Пестово, Погорелка, Погорелово(Погорелка), Подберезье, Подсосно, Потолоково, Прудищи, Пустой Бор, Рыково, Скоблево, Скуратово, Слатино, Сосонье, Старина, Старская Гора, Стеньково, Трубицыно, Туховая, Шварково, Шипилово, Шипово, Чижово)
- Никандровская волость (Брод, Ворониха, Высокое, Глездово, Долбеники, Ерзовка, Кадилиха, Колмошино, Крутик, Ножкино, Откуши, Павлово, Рогозово, Сестренки, Симаниха, Стрижево, Ушково, Зубово, Долбеево, Березно, Еросиха)
- Николо-Мошенская волость (Бол. Меглицы, Бели, Космынка, Ляпино, Поздехово, Старое Окатьево, Фишино, Хирцево)
- Новоселицкая волость (Бабино, Бобровик, Верховское, Власиха, Горка, Греблыш, Дальнее Кураково, Каменник, Качалово, Липовицы, Мерлюгино, Овсянниково, Передки, Поддубье, Прудник, Путлино, Сушеревка, Тухун, Шиботово, Юркино)
- Ореховская волость (Белково, Васильево, Дубишки, Радолец, Шутово, Ягайлово)
- Опеченская волость
- Перелучская волость (Барышево, Басутино, Борисово, Бор, Владыкино, Волосово, Горбино, Дубье, Замостье, Ивашево, Избоищи, Каменник Большой, Лаптево, Липилово, Лопатино, Нероново, Перелуч, Пестово, Семерицы, Слуды, Сосонье, Терехово, Торбасина, Хомшагина, Царева, Целяева, Чернец, Юрьевец)
- Пирусская волость (Возовок, Горка, Княжья, Кузнецово, Лыкошкино, Михайловское, Порожки, Сифонтово, Филистово, Хмелевка)
- Ровенская волость (Ануфриево, Вишма, Гребло, Ёгла, Еляково, Задорье, Кузово, Староселье, Шарапово)
- Рядовская волость (Рядокская волость) (Абросимовка, Больш. Крестовка, Буреги, Верисимовна, Денесино, Ерзовка, Косая, Падолицы, Пабережье, Селищи, Трубы, Шуя)
- Степанковская волость (Больш. Светицы, Быково, Великуша, Георгиевское, Залужье, Иваново, Корпово, Коршуново, Наволок, Новина, Плоское, Погорелка, Прудище, Селще Нижнее, Солоник, Степанково, Торбино, Углы, Филово)
- Устрекская волость (Козлово, Мелехово, Осташево, Пнево, Серёгино, Чернецово)
- Хоромская волость (Больш. Новоселицы, Вошнево, Выставка, Дымово, Ерюхино, Котельниково, Михалино, Потерпелец, Скрыплева Горушка, Сычево, Федорково, Хоромы, Чернозем)
- Шегринская волость (Варгусино, Владычно, Волхово, Декшино, Доманино, Дорохново, Золотково, Ингоща, Козлово, Костушино, Котово, Кренично, Куракино, Низино, Новинка, Озерки, Селищи, Смешино, Соинская, Сосницы, Сушилово, Шавцево, Яблонька, Яковково)
- Шереховская волость (Дурово, Еглино, Екимово, Завеченье, Задорье, Заручевье, Кережа, Клещино, Колоколуша, Логиново, Кокилева Горушка, Оглодово, Олохово, Ослякино, Остров, Песчаница, Почерняево, Сболога, Холм, Чисть)

## Уездные предводители дворянства[6]
| Ф,И,О                                | Должность              | Года      |
| ------------------------------------ | ---------------------- | --------- |
| Клеопин Иван Михайлович              | Лейб-гвардии капитан   | 1776-1779 |
| Костюрин Фёдор Иванович              | Премьер-майор          | 1779-1783 |
| Аничков Василий Иванович (Большой)   | Секунд-майор           | 1783-1786 |
| Качалов Роман Яковлевич              | Полковник              | 1786-1788 |
| Пустошкин Лаврентий Иванович         | Секунд-майор           | 1789-1791 |
| Аничков Василий Иванович (Меньшой)   | Премьер-майор          | 1792-1794 |
| Квашнин-Самарин Владимир Иванович    | Подполковник           | 1795-1797 |
| Долгово-Сабуров Феоктист Афанасьевич | Надворный советник     | 1798-1800 |
| Лупандин Фёдор Карлович              | Капитан 1 ранга        | 1801-1803 |
| Висленев Василий Никитич             | Коллежский асессор     | 1804-1808 |
| Шенин Василий Иванович               | Генерал-лейтенант      | 1808-1809 |
| Висленев Василий Никитич             | Коллежский асессор     | 1810-1814 |
| Козлянинов Фёдор Петрович            | Коллежский асессор     | 1815-1817 |
| Деревицкий Василий Яковлевич         | Капитан 2 ранга        | 1818-1820 |
| Ласунский Иван Алексеевич            | Генерал-майор          | 1821-1823 |
| Мягкой Павел Александрович           | Надворный советник     | 1824-1826 |
| Горемыкин Иван Дмитриевич            | Капитан                | 1826-1829 |
| Балк Александр Иванович              | Инженер-поручик        | 1830-1832 |
| Аничков Александр Васильевич         | Генерал-майор          | 1833-1835 |
| Аничков Платон Иванович              | Капитан-лейтенант      | 1836-1838 |
| Ухтомский Андрей Иванович (князь)    | Поручик                | 1839-1841 |
| Бачманов Иван Евграфович             | Подпоручик             | 1842-1847 |
| Бахметев Николай Павлович            | Генерал-майор          | 1848-1850 |
| Коковцев Григорий Михайлович         | Подпоручик             | 1851-1860 |
| Воейков Пётр Васильевич              | Поручик                | 1861-1865 |
| Бачманов Валериан Павлович           | Коллежский регистратор | 1866-1871 |
| Мейснер Фёдор Яковлевич              | Штабс-капитан          | 1872-1877 |
| Ридигер Пётр Николаевич              | Капитан                | 1878-1892 |
| Михель Александр Филиппович          | Статский советник      | 1893-1898 |
| Аничков Иван Иванович                | Коллежский советник    | 1899      |